# (10) Гигея
10 Гиге́я (лат. Hygiea; иногда транскрибируется как Гигиея) — астероид главного астероидного пояса, кандидат в карликовые планеты. Открыт 12 апреля 1849 года итальянским астрономом Аннибале де Гаспарисом в обсерватории Каподимонте, Неаполе, Италия. Астероид назван в честь древнегреческой богини здоровья Гигиеи.
(10) Гигея — четвёртый по размерам объект главного астероидного пояса, после карликовой планеты Цереры и астероидов (4) Весты и (2) Паллады. Астероид обращается вокруг Солнца за 5,56 юлианского года.
Несмотря на то, что Гигея — один из крупнейших астероидов, при наблюдении с Земли она очень тусклая из-за своей тёмной поверхности и большого расстояния от Солнца. По этой причине она была открыта позже нескольких астероидов меньшего размера. Как правило, для наблюдения Гигеи требуется телескоп с диаметром объектива 100 мм, но когда момент её противостояния приходится на её перигелий, Гигею можно различить в бинокль.
Наблюдениями обнаружены значительные неоднородности в распределении химико-минералогического состава поверхностного вещества астероида, проявляющиеся при разных фазах вращения. Японский инфракрасный спутник «Akari» выявил наличие на Гигее гидратированных минералов.
Ранее считалось, что Гигея имеет неправильную форму с большими кратерами, порожденными катастрофическими столкновениями. Однако наблюдения Гигеи с помощью спектрографа SPHERE телескопа VLT в 2017 году позволили определить, что её форма близка к сферической, диаметр составляет чуть более 430 км (что несколько больше предыдущих оценок), период вращения составляет 13,8 часа (то есть вдвое меньше считавшегося ранее), масса Гигеи составляет (8,32 ± 0,80)⋅1019 кг, а не 9,03⋅1019 кг, плотность — 1,94 ± 0,19 г/см³, а не 2,56 г/см³. Наряду с другими признаками, сферическая форма Гигеи может позволить отнести её к классу карликовых планет.

## Галерея

Сравнение размеров: Десять первых открытых астероидов в сравнении с Луной. (10) Гигея на рисунке крайняя справа. Крайний левый объект — Церера, которую сейчас относят к карликовым планетам
Орбита Гигеи по отношению к орбитам планет земной группы и орбите Юпитера
Изображение орбитального движения Гигеи относительно Юпитера
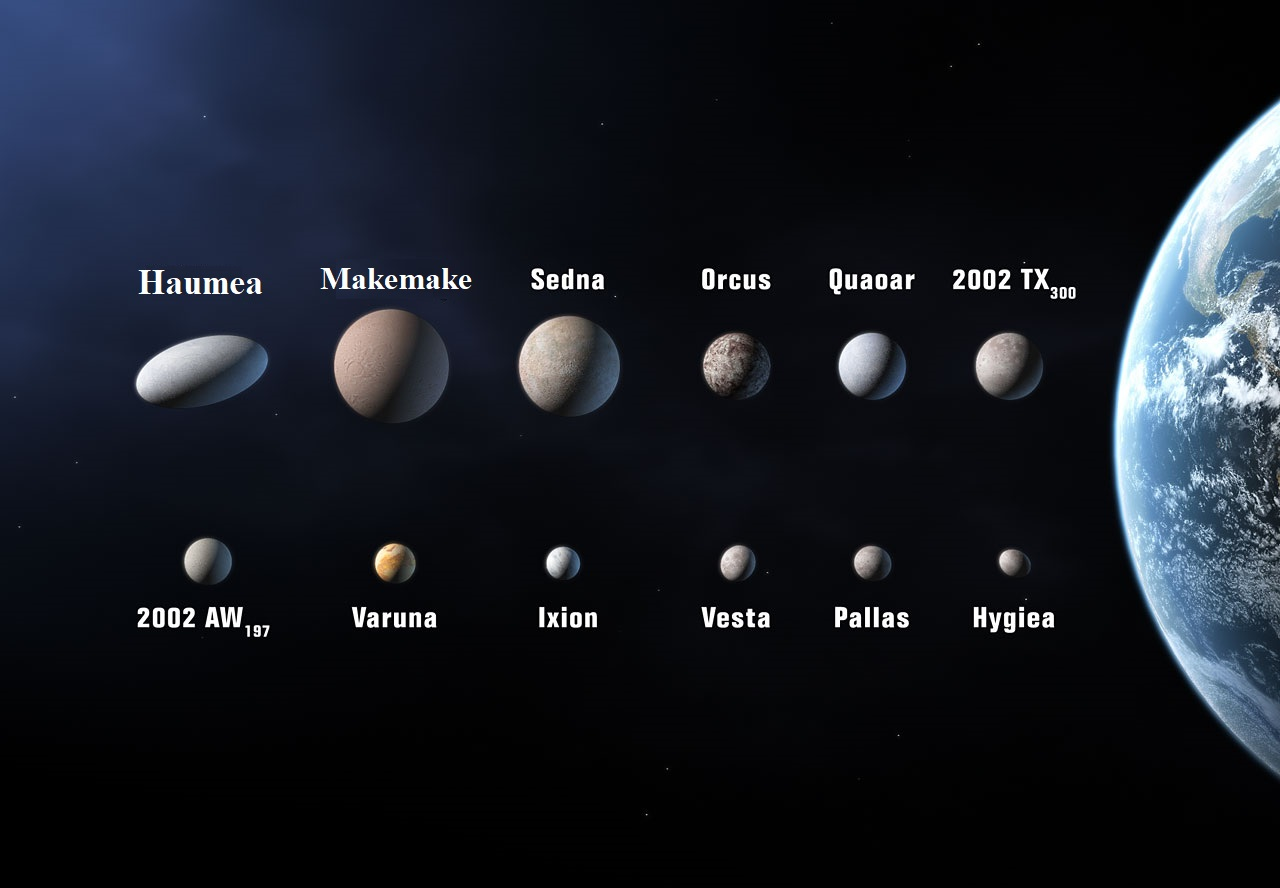
Сравнение размеров Гигеи с размерами некоторых объектов Главного кольца и пояса Койпера
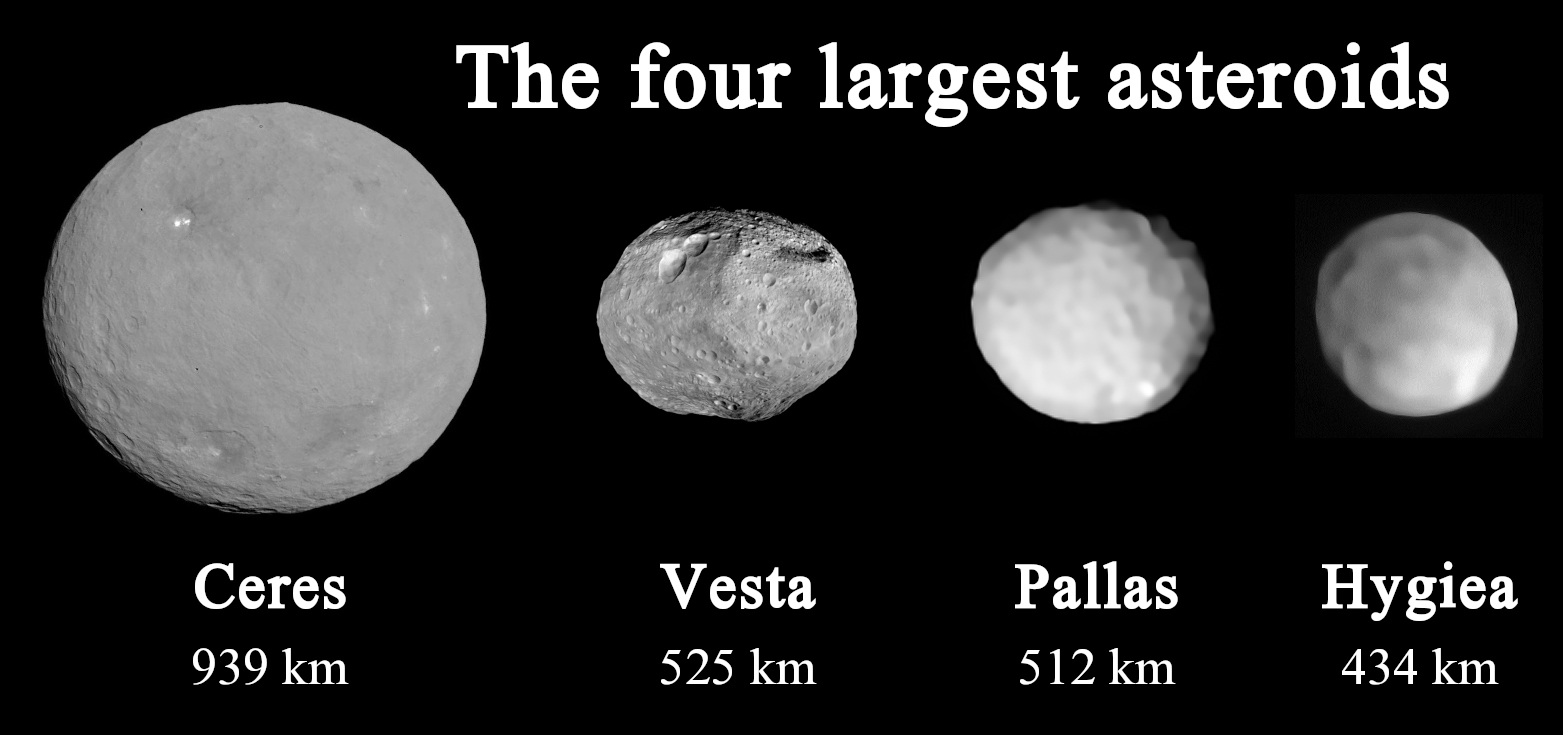
Церера, (2) Паллада, (4) Веста и Гигея
Изображения астероида (10) Гигея, полученные в июне-июле 2017 года телескопом VLT (спектрограф SPHERE)